# Teleiodes brevivalva
Teleiodes brevivalva is een vlinder uit de familie tastermotten (Gelechiidae). De wetenschappelijke naam is voor het eerst geldig gepubliceerd in 1992 door Huemer.
De soort komt voor in Europa.